# William Coxe
William Coxe (ur. 7 marca 1747, zm. 8 czerwca 1828) – brytyjski historyk, syn dr. Williama Coxe'a (lekarza królewskiego).
Wykształcony w Marylebone Grammar School, w Eton College i w Cambridge (King’s College) w 1786 został wikarym w Kingston nad Tamizą. Wydał wiele tekstów źródłowych, z których najważniejsze to dokumenty i listy Roberta Walpole’a i Hernry'ego Pelhama.

## Dzieła
- Memoirs of Sir Robert Walpole (London, 1798),
- Memoirs of Horatio, Lord Walpole (London, 1802),
- Memoirs of John, duke of Marlborough (London, 1818-1819),
- Private and Original Correspondence of Charles Talbot, duke of Shrewsbury (London, 1821),
- Memoirs of the Administrations of Henry Pelham (London, 1829),

- History of the House of Austria (London, 1807, new ed. 1853 and 1873),
- Memoirs of the Bourbon Kings of Spain (London, 1813).

Dzienniki z podróży:
- Sketches of the Natural, Political and Civil State of Switzerland (London, 1779)
- Account of the Russian Discoveries between Asia and America (London, 1780)
- Account of Prisons and Hospitals in Russia, Sweden and Denmark (London, 1781)
- Travels into Poland, Russia, Sweden and Denmark (London, 1784)
- Travels in Switzerland (London, 1789)
- Letter on Secret Tribunals of Westphalia (London, 1796)
- Historical Tour in Monmouthshire (London, 1801).